# عاصم سكر
عاصم عبد الفتاح سَكْر (7 يونيو 1967 -)، ممثل ومغنٍ سوري.

## حياته ونشأته
من مواليد دمشق، أخذ عن والده عبد الفتاح سكر علوم الموسيقى والغناء، بدأ في هذا المجال منذ طفولته من خلال حفلات المدرسة، كما قام بتسجيل الإعلانات التلفزيونية.
يذكر أنّ الفنان «عاصم سكر» من مواليد «دمشق» عام 1967، يحمل إجازة في المحاسبة، عضو في نقابة الفنانين السوريين، وشارك في العديد من المهرجانات، وعمل في العديد من شركات الإنتاج والمؤسسات الفنية، منها «سبيس تون».

## مسيرته
في فترة الدراسة الجامعية أنشأ فرقة موسيقية تقيم الحفلات في نهاية المواسم الدراسية. كما أسس مع الفنان عدنان أبو الشامات فرقة الأنغام العربية التي تُعنى بغناء الموشحات الأندلسية والأدوار. ومن ثم بدأ بالغناء الفردي وانضم إلى نقابة الفنانين.
شارك في العديد من المهرجانات في تركيا والمغرب والجزائر وسوريا ولبنان.
تعامل مع الكثير من شركات الإنتاج والمؤسسات منها سبيس تون والكثير من الاستديوهات الموسيقية، ولحن العديد من أغاني الأطفال ومقدمات الكرتون والمسلسلات الدرامية، وبعض الأناشيد الدينية في الإذاعة والتلفزيون.

## أعماله
- أجنحة كاندام
- دايس
- دراغون بوستر
- دراغون بول
- سابق ولاحق
- سيف الصاعقة
- صقور الأرض
- المحاربون
- المدافعون
- هزيم الرعد
- الأجنحة الصينية
- سنجوب
- ظهر الندى
- صاحبي
- البطل الذهبي
- آرغاي الفارس النبيل
- الساموراي
- بي باتل برست
- تل اللوز

## جوائز
فاز بجائزة الأورنينا الذهبية كأفضل صوت في مهرجان الأغنية السورية.